# Giovanni Antonio Angrisani
Giovanni Antonio Angrisani, CR (1560–1641) foi um prelado católico romano que serviu como arcebispo de Sorrento (1612–1641).

## Biografia
Giovanni Antonio Angrisani nasceu em 1560 em Nápoles, na Itália, e foi ordenado sacerdote na Congregação dos Clérigos Regulares da Divina Providência. No dia 4 de junho de 1612, foi nomeado durante o papado de Paulo V como Arcebispo de Sorrento. A 11 de junho de 1612, foi consagrado bispo por Felice Centini, bispo de Mileto, com Giovanni Battista del Tufo, bispo emérito de Acerra, e Paolo de Curtis, bispo emérito de Isernia, servindo como co-consagradores. Serviu como arcebispo de Sorrento até à sua morte a 29 de agosto de 1641.
Enquanto bispo, foi o principal co-consagrador de Pier Luigi Carafa (senior), Bispo de Tricarico (1624).